# Tetranchyroderma pentaspersus
Tetranchyroderma pentaspersus är en djurart som tillhör fylumet bukhårsdjur, och som beskrevs av Nicholas och Todaro 2006. Tetranchyroderma pentaspersus ingår i släktet Tetranchyroderma och familjen Thaumastodermatidae. Inga underarter finns listade i Catalogue of Life.